# São Paulo Challenger 1999
Il São Paulo Challenger 1999 è stato un torneo di tennis facente parte della categoria ATP Challenger Series nell'ambito dell'ATP Challenger Series 1999. Il torneo si è giocato a San Paolo in Brasile dall'11 al 17 ottobre 1999 su campi in terra rossa.

## Vincitori

### Singolare
Hernán Gumy ha battuto in finale  Thierry Guardiola con il punteggio di 7–6, 6–3

### Doppio
Jaime Oncins /  Daniel Orsanic hanno battuto in finale  Mariano Hood /  Sebastián Prieto con il punteggio di 6–2, 6–2